# تیغی‌موشیان
تیغی‌موشیان (نام علمی: Echimyinae) نام یک زیرخانواده از خانواده تیغی‌موشان است.